# Мартин Батурина
Мартин Батурина (хорв. Martin Baturina, нар. 16 лютого 2003, Спліт) — хорватський футболіст, півзахисник загребського «Динамо» і збірної Хорватії.

## Клубна кар'єра
Вихованець клубів «Хайдук» (Спліт) та РНК «Спліт», а 2017 року перебрався в академію загребського «Динамо». 14 лютого 2021 року дебютував за «Динамо II» в грі проти «Бієло Брдо» (0:1).
За першу команду дебютував 16 травня 2021 року у матчі Першої ліги проти «Гориці» (3:0). Всього того сезону зіграв 2 матчі і став з командою чемпіоном країни.
22 вересня дебютував у Кубку Хорватії проти «Орієнта» (4:1). Через вісім днів він дебютував у Лізі Європи УЄФА проти «Генка» (3:0). Свій перший гол за «Динамо» він забив 5 березня 2022 року в матчі чемпіонату проти «Шибеника» (3:0). У матчі останнього туру чемпіонату 2021/22 проти «Хайдука» (Спліт) Батурина спочатку асистував Миславу Оршичу, а також на останній хвилині матчу забив гол, встановивши підсумковий рахунок 3:1 і став з командою чемпіоном Хорватії.
6 вересня 2022 року дебютував у Лізі чемпіонів, коли «Динамо» сенсаційно перемогло «Челсі» з рахунком 1:0. За підсумками того сезону знову став з командою чемпіоном Хорватії, а 15 липня 2023 року забив єдиний гол у матчі на Суперкубок Хорватії проти «Хайдука» (1:0), принісши своїй команді ще один трофей.

## Виступи за збірну
Виступав за юнацькі збірні Хорватії до 15, 16, 18, 19, а також молодіжну команду до 21 року. Влітку 2023 року поїхав у складі «молодіжки» на тогорічне молодіжне Євро, де виходив на поле у всіх трьох іграх групового етапу, який хорватам не вдалося подолати.
18 листопада 2023 року дебютував за національну збірну Хорватії у відбірковому матчі до чемпіонату Європи 2024 року проти Латвії (2:0).

## Статистика виступів

### Статистика виступів за збірну
Станом на 15 жовтня 2024 року
| Дата       | Місто   | Господарі  | Результат | Гості              | Турнір                               | Голи | Примітки |
| ---------- | ------- | ---------- | --------- | ------------------ | ------------------------------------ | ---- | -------- |
| 18-11-2023 | Рига    | Латвія     | 0 – 2     | Хорватія           | Відбір до ЧЄ 2024                    | -    | 86'      |
| 21-11-2023 | Загреб  | Хорватія   | 1 – 0     | Вірменія           | Відбір до ЧЄ 2024                    | -    | 84'      |
| 3-6-2024   | Рієка   | Хорватія   | 3 – 0     | Північна Македонія | товариський матч                     | -    | 67'      |
| 19-6-2024  | Гамбург | Хорватія   | 2 – 2     | Албанія            | ЧЄ 2024 - груповий етап              | -    | 84'      |
| 5-9-2024   | Лісабон | Португалія | 2 – 1     | Хорватія           | Ліга націй УЄФА 2024—2025 - 1-й етап | -    | 61'      |
| 12-10-2024 | Загреб  | Хорватія   | 2 – 1     | Шотландія          | Ліга націй УЄФА 2024—2025 - 1-й етап | -    | 62'      |
| 15-10-2024 | Варшава | Польща     | 3 – 3     | Хорватія           | Ліга націй УЄФА 2024—2025 - 1-й етап | 1    | 78' 80'  |
| Усього     |         | Матчів     | 7         |                    | Голів                                | 1    |          |

## Досягнення
- Чемпіон Хорватії (4): 2020/21, 2021/22, 2022/23, 2023/24
- Володар Кубка Хорватії (1): 2023/24
- Володар Суперкубка Хорватії (2): 2022, 2023

### Індивідуальні
- Найкращий молодий футболіст чемпіонату Хорватії: 2022/23[12]
- У символічній збірній чемпіонату Хорватії: 2022/23[12]

## Особисте життя
Його батько, Мате, та брат Роко Батурина також були футболістами.